# Sonate pour piano no 23 de Beethoven
Pour les articles homonymes, voir Sonate pour piano (homonymie) et Appassionata.
La Sonate pour piano no 23 en fa mineur, op. 57, dite l'Appassionata, de Ludwig van Beethoven, a été composée entre 1804 et 1805. Elle est dédiée au comte Franz von Brunswick (1777-1849), ami et admirateur du musicien. La première édition a été publiée en février 1807 à Vienne. Elle fait partie avec la Waldstein, op. 53 et Les Adieux, op. 81a des trois sonates pour piano les plus célèbres de sa période dite « Héroïque ».
Contrairement à la Pathétique, op. 13, l'Appassionata n'a pas été surnommée ainsi du vivant de Beethoven, mais en 1838 par un éditeur qui en a publié un arrangement pour piano à quatre mains.
L'Appassionata, qui est une de ses plus grandes sonates pour piano et l'une des plus difficiles techniquement, a été considérée par Beethoven comme sa sonate la plus impétueuse avant sa vingt-neuvième, l'Hammerklavier.
L'exécution de l'Appassionata dure en moyenne vingt-trois minutes[réf. nécessaire].

## Histoire
L'« Appassionata » a été écrite par Beethoven entre sa Troisième et sa Quatrième Symphonie. Ce titre a été ajouté secondairement par l'éditeur.
L'écrivain Romain Rolland la qualifia de « torrent de feu dans un lit de granit ».[réf. souhaitée]

## Structure

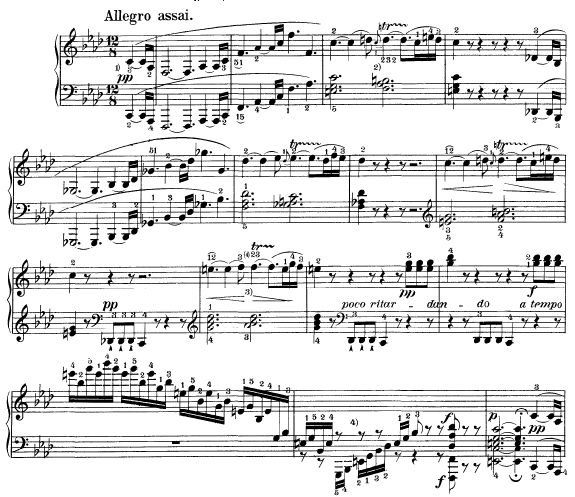
Premières mesures de lAppassionata

Elle comprend trois mouvements et son exécution dure un peu plus de vingt minutes :
1. Allegro assai, en fa mineur, à 
.
2. Andante con moto, en ré bémol majeur, à 
.
3. Allegro ma non troppo, en fa mineur, à 
.

Introduction

C'est une sonate sombre et mouvementée, surtout dans les 1er et 3e mouvements. La forme en est très novatrice et exploratoire, par exemple dans le découpage des parties, les modulations, l'absence de reprise dans le premier mouvement, l'évolution des tonalités entre les mouvements (passer de fa mineur au premier mouvement à réb majeur au second), la difficulté technique exceptionnelle.
Le deuxième mouvement est un thème et variations, relativement court, en ré bémol majeur.

## Culture populaire
- Serge Gainsbourg a utilisé l'un des thèmes-refrain du premier mouvement comme thème principal de sa chanson « Ma Lou Marilou » (apparu pour la première fois dans son album L'Homme à tête de chou).

- Une partie du troisième mouvement de la Sonate est jouée par l'acteur Lance Henriksen dans le film Chasse à l'homme.